# 朱鲁语
朱鲁语是印度支那半島朱鲁族的母語，其使用範圍位於越南南部的林同省（尤其是單陽縣）和平順省。
朱魯語和占語、嘉萊語、埃地語、拉格萊語一起同屬於占語支。同該語支的其他語言一樣，朱魯語的使用正在減少，母語使用者同時會說越南語，而越南語在大多數官方或公共場合中使用。